# 호흡보상

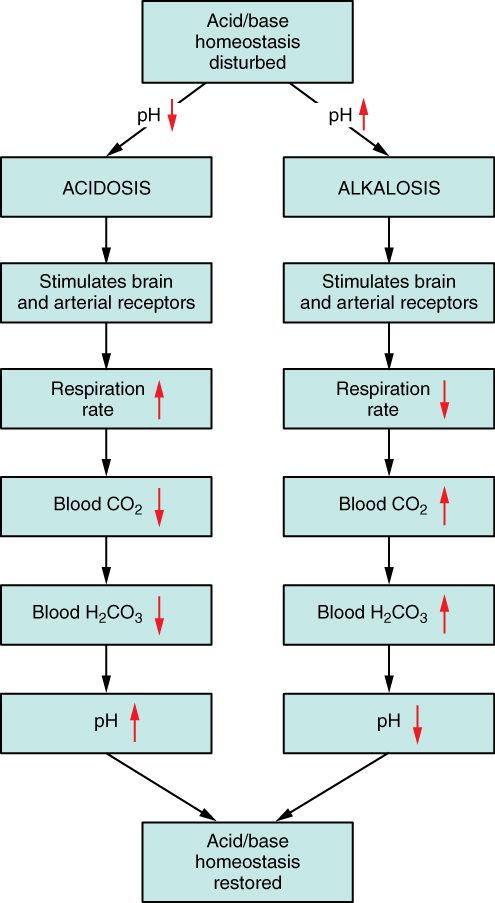
호흡계통이 pH 변화에 반응하여 항상성을 유지하는 과정을 나타낸 그림.

호흡보상(respiratory compensation)은 뇌줄기의 호흡중추에 의해 폐포환기가 변하여 혈장의 pH를 정상(7.35-7.45)으로 되돌리고 몸의 산염기 균형을 유지하기 위한 몸의 작용이다. 주로 수 분에서 수 시간 내에 이루어져 콩팥보상(수 일이 소요됨)보다 훨씬 빠르지만, pH를 정상치로 복구하는 능력은 떨어진다.
대사성 산증에서 화학수용체는 혈장 pH가 7.35 밑으로 낮아져 산염기 균형이 깨지는 것을 감지한다. 화학수용체는 들신경섬유를 통해 뇌줄기의 호흡중추로 신호를 보낸다. 호흡중추는 폐포환기를 늘려(과호흡) 더 많은 이산화탄소를 내보내고, 따라서 혈장의 pH가 올라가도록 한다. 대사성 산증에서 일어나는 호흡보상의 정도는 윈터의 공식을 통해 추정할 수 있다. 대사성 산증을 보상하기 위한 과호흡은 산증의 교정 이후 24-48시간 동안 지속되며, 호흡성 알칼리증을 유발하는 경우도 있다. 보상 과정은 수 분 만에 일어난다.
대사성 알칼리증에서 화학수용체는 혈장 pH가 7.45 위로 올라간 것을 감지하고 호흡중추로 신호를 보낸다. 호흡중추는 폐포환기를 떨어뜨려(환기저하) 혈중 이산화탄소 농도를 증가시키고 따라서 pH를 감소시킨다. 그러나 호흡을 감소시키는 데에는 한계가 있으므로 호홉보상은 대사성 알칼리증을 산증보다 효율적으로 보상하지는 못한다.
호흡중추는 대사성 산염기 이상(대사성 산증, 대사성 알칼리증)만 보상할 수 있다. 호흡성 산염기 이상(호흡성 산증, 호흡성 알칼리증)을 보상하기 위해서는 콩팥보상이 일어나야 한다. 콩팥은 호흡성과 대사성 산염기 불균형을 모두 보상할 수 있다.